# Luís Victor Sartori

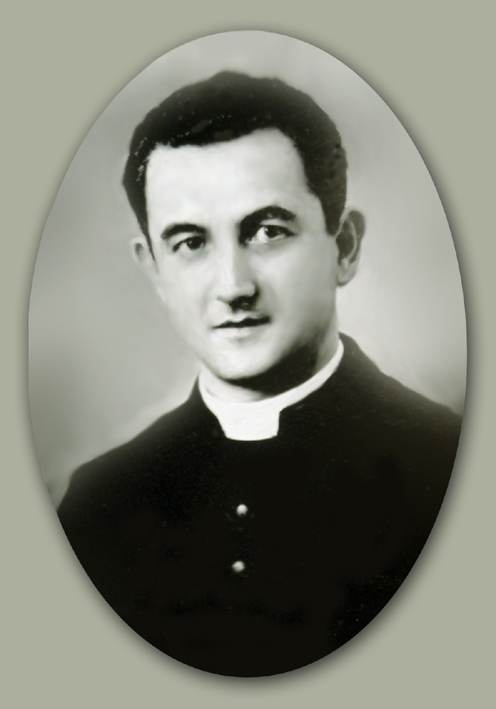
Luís Victor Sartori

Luís Victor Sartori (* 30. August 1904 in Caxias do Sul, Rio Grande do Sul, Brasilien; † 10. April 1970 in Santa Maria) war ein brasilianischer Geistlicher und römisch-katholischer Bischof von Santa Maria.

## Leben

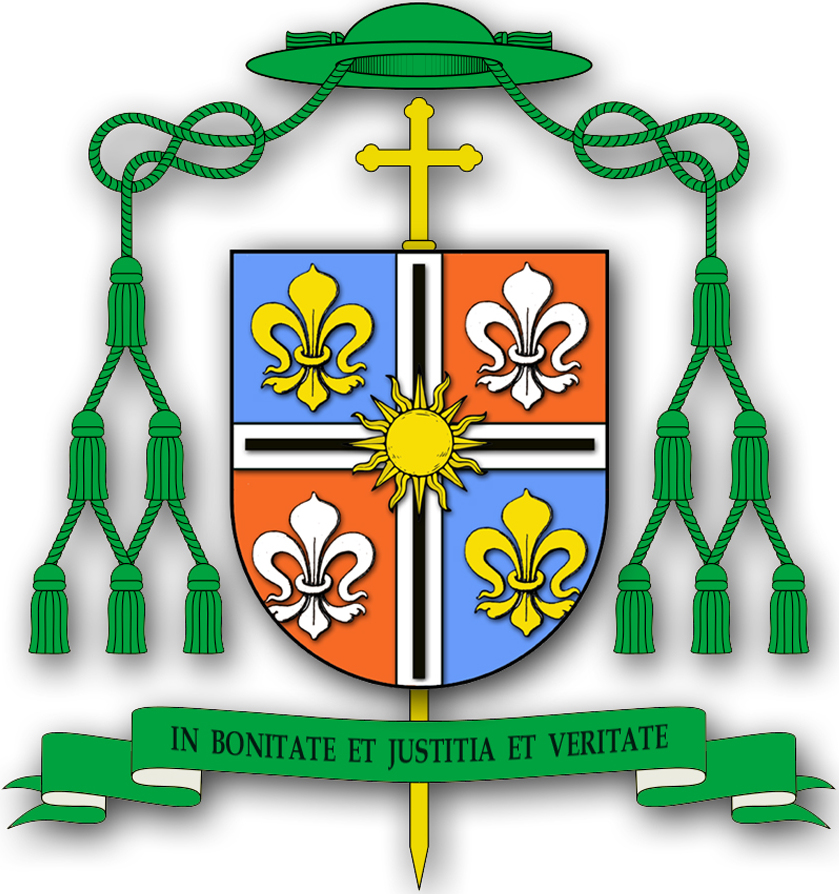
Wappen von Bischof Luís Victor Sartori

Sartori studierte Philosophie und Katholische Theologie am Priesterseminar in São Leopoldo. Er empfing am 9. Januar 1927 durch den Erzbischof von Porto Alegre, João Batista Becker, das Sakrament der Priesterweihe. Anschließend wurde er Kaplan an der Kathedrale Nossa Senhora Madre de Deus in Porto Alegre.
Am 4. März 1952 ernannte ihn Papst Pius XII. zum Bischof von Montes Claros. Der Erzbischof von Porto Alegre, Alfredo Vicente Scherer, spendete ihm am 1. Juni desselben Jahres die Bischofsweihe; Mitkonsekratoren waren der Bischof von Santa Maria, Antônio Reis, und der Bischof von Pelotas, Antônio Zattera.
Am 10. Januar 1956 bestellte ihn Pius XII. zum Titularbischof von Celerina und zum Koadjutorbischof von Santa Maria. Luís Victor Sartori wurde am 14. September 1960 in Nachfolge des verstorbenen Antônio Reis Bischof von Santa Maria.
Luís Victor Sartori nahm an der zweiten, dritten und vierten Sitzungsperiode des Zweiten Vatikanischen Konzils teil.